# Lucien Jerphagnon

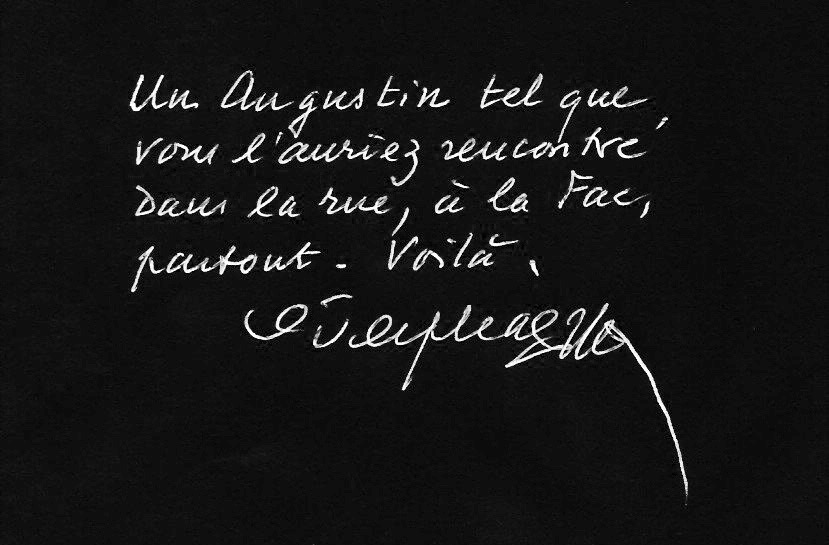
Calligrafia Lucien Jerphagnon

LUCIEN JERPHAGNON (Nancy, 7 settembre 1921 – Rueil-Malmaison, 16 settembre 2011) è stato uno storico e filosofo francese.

## Biografia
Lucien Jerphagnon ha effettivamente lasciato un segno nella storia intellettuale grazie ai suoi lavori sulla filosofia antica e cristiana. È riuscito a creare dei ponti tra queste due grandi tradizioni di pensiero, offrendo una lettura sfumata della filosofia nel mondo greco-romano e della sua interazione con le correnti cristiane emergenti. Il suo approccio sintetico ha permesso di mettere in luce i legami tra i grandi pensatori dell’Antichità, come Platone e Aristotele, e i dibattiti teologici che hanno plasmato il pensiero medievale e moderno.
Uno dei suoi grandi meriti risiede nella capacità di evidenziare l’influenza della filosofia sulla politica e sulla morale nell’Impero romano, un tema che esplora in particolare in opere come Vivere e filosofare sotto i Cesari. Questa riflessione sul ruolo dei filosofi nel mondo politico romano ha contribuito a una migliore comprensione dei rapporti complessi tra la saggezza filosofica e il potere imperiale.
La sua maestria nell’edizione e nell’interpretazione dei testi antichi ha avuto anche un ruolo fondamentale nella diffusione del pensiero agostiniano, come dimostra la sua edizione in tre volumi delle Opere complete di Sant’Agostino nella collana della Bibliothèque de la Pléiade. Questo lavoro, riconosciuto per il suo rigore e la sua profondità, gli è valso numerosi riconoscimenti prestigiosi.
La sua influenza si è fatta sentire anche nell’insegnamento, in particolare presso studenti come Michel Onfray, che fu suo allievo e gli rese omaggio dopo la sua morte. Nonostante il suo ritiro dall’ambiente accademico dopo il 1984, l’eredità di Jerphagnon resta viva attraverso i suoi scritti e il suo contributo alla storia della filosofia. È riuscito a rinnovare lo studio dell’Antichità con uno sguardo contemporaneo, che continua ad alimentare il dibattito intellettuale.
In sintesi, Lucien Jerphagnon ha lasciato un’impronta duratura negli studi filosofici e teologici, e la sua opera continua a essere un punto di riferimento per chi si interessa alla filosofia antica, al pensiero cristiano e alle loro intersezioni.
Gli è stato assegnato il premio Grand Prix du roman de l'Académie française per il suo libro Vivre et philosopher sous les Césars (1980) e il premio dell'Académie des sciences morales et politiques per il suo libro Œuvres de Saint-Augustin (1998-2002).
Lucien Jerphagnon ha lasciato un ricco patrimonio intellettuale nella filosofia antica e cristiana. Le sue opere offrono una sintesi ambiziosa del pensiero classico e hanno influenzato molti studenti, tra cui Michel Onfray. È riconosciuto per i suoi contributi alla filosofia antica, per il suo approccio storico al pensiero durante l’Impero Romano e per la sua edizione delle opere di Sant’Agostino.
Jean d'Ormesson lo ha definito: "Un erudito capace di unire uno stile agile e accattivante con l’erudizione più rigorosa", trovando in lui "una semplicità familiare, spesso mescolata a umorismo, unita a una precisione impeccabile."

## Opere principali
- Vivre et Philosopher sous les Césars → Vivere e filosofare sotto i Cesari
- Histoire de la Rome antique → Storia della Roma antica
- Histoire de la pensée → Storia del pensiero
- Saint-Augustin → Sant’Agostino
- Julien dit l’apostat → Giuliano detto l’Apostata
- Opere complete di Sant’Agostino nella collana della Bibliothèque de la Pléiade.

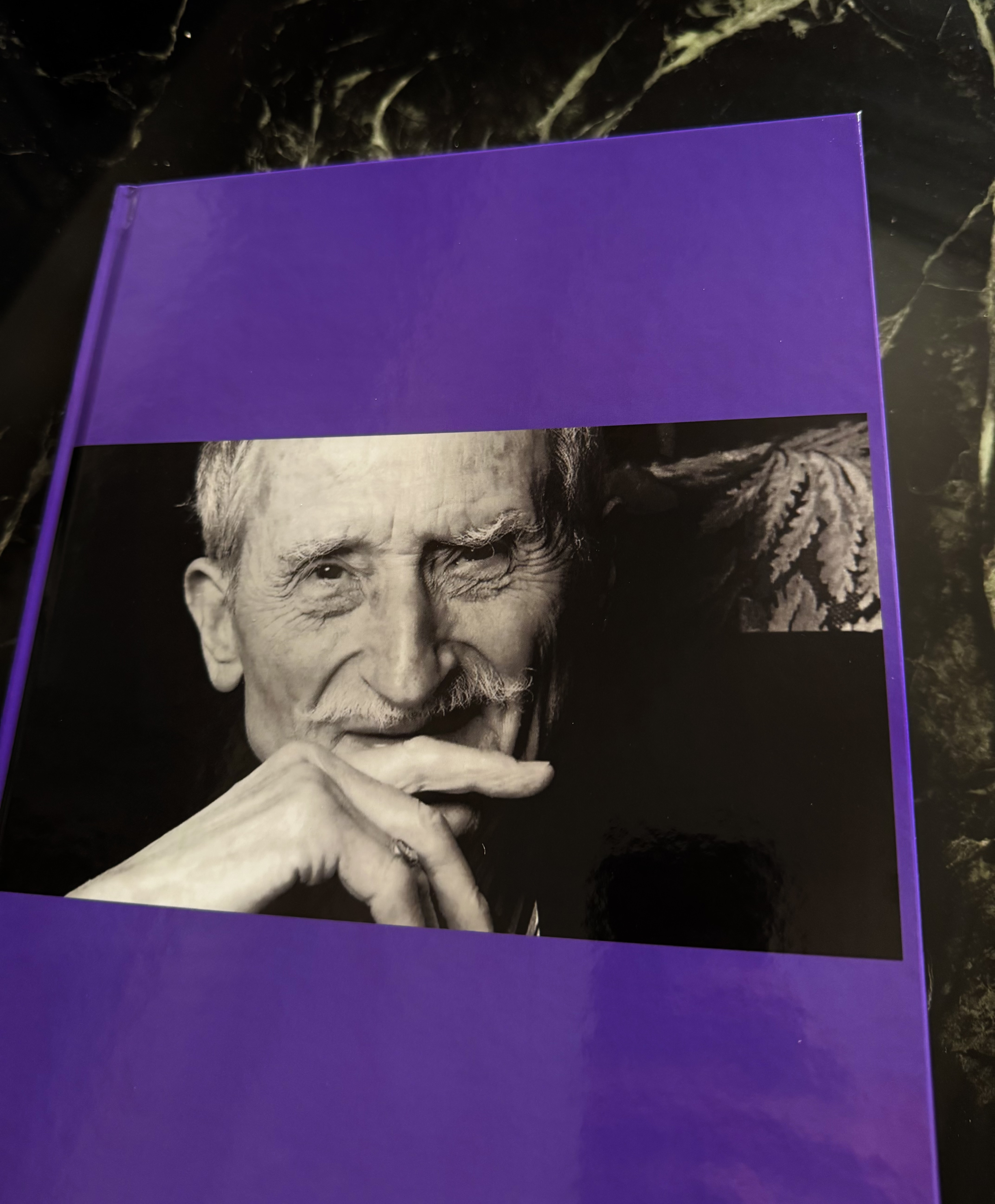
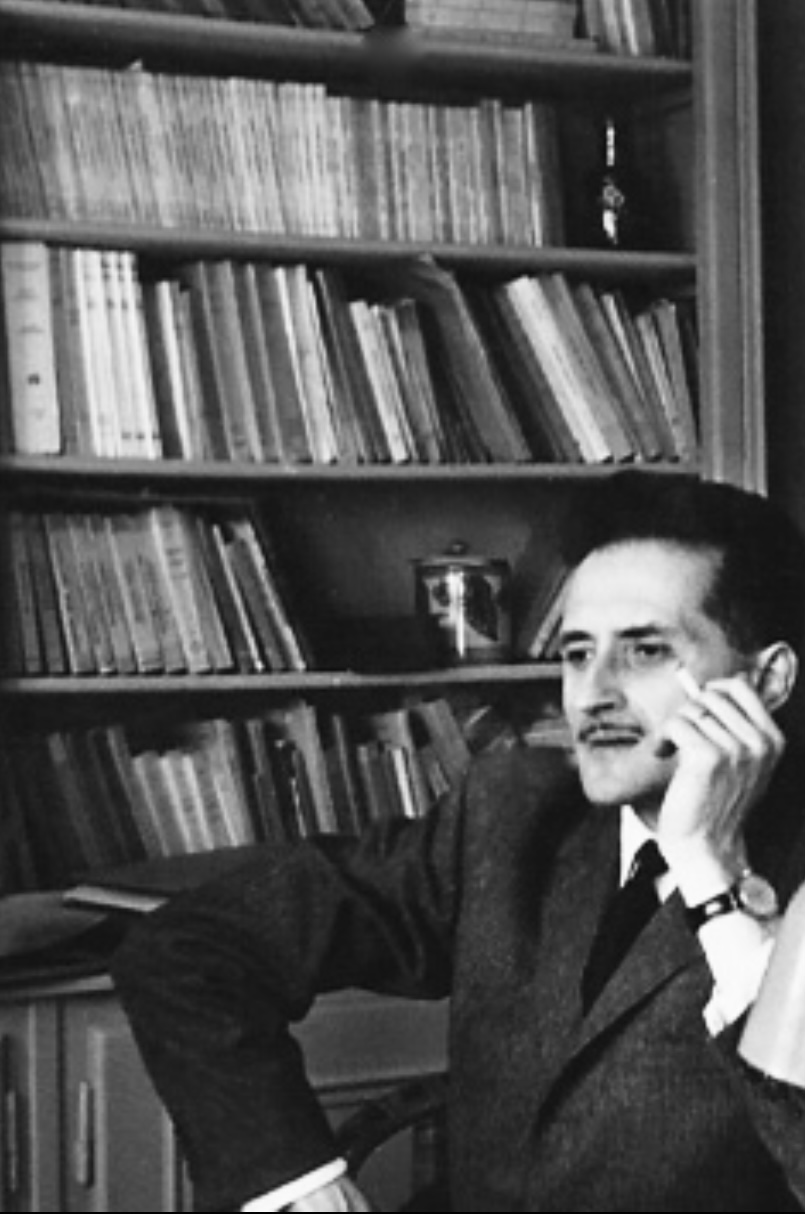
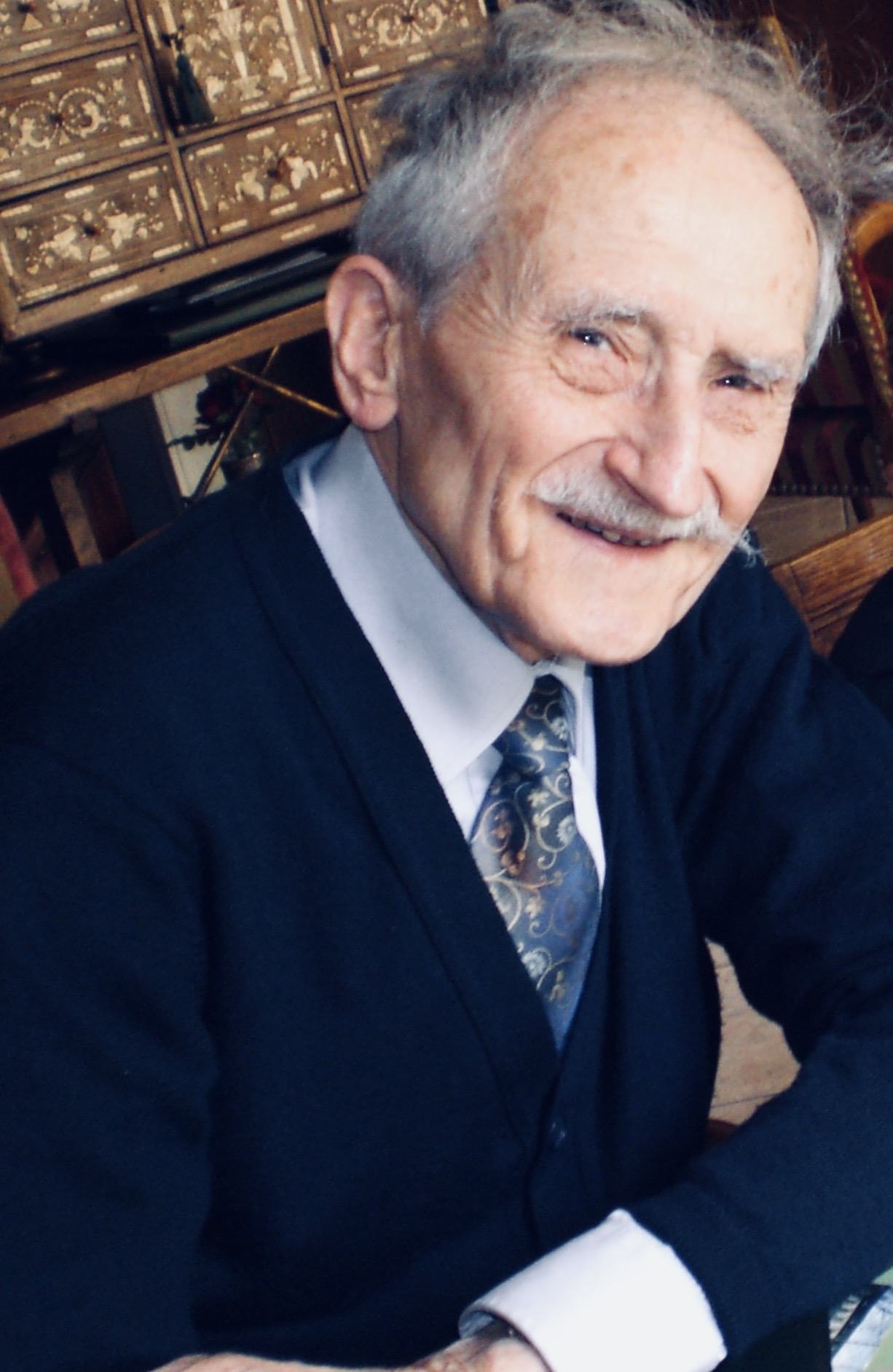

## Pubblicazioni
- 1955: Le mal et l'existence : réflexions pour servir à la pratique journalière, Les Éditions Ouvrières
- 1956: Pascal et la souffrance, Les Éditions Ouvrières
- 1957: Prières pour les jours intenables, Les Éditions Ouvrières
- 1958: Servitude de la liberté ? : liberté - providence - prédestination, A. Fayard
- 1960: Pascal, Éditions Ouvrières
- 1961: Qu'est-ce-que la personne humaine ? : Enracinement, nature, destin, Privat
- 1962: Le caractère de Pascal, PUF
- 1966: De la banalité. Essai sur l'ipséité et sa durée vécue, Vrin, coll. "Problèmes et controverses"
- 1969: Introduction à la philosophie générale, SEDES-CDU
- 1973, 1980, 1989: Dictionnaires des grandes philosophies, sous la dir. de L. Jerphagnon, Privat
- 1980, 1982, 1987: Histoire des grandes philosophies, sous la dir. de L. Jerphagnon, Privat
- 1980: Vivre et philosopher sous les Césars, Privat
- 1983: Vivre et philosopher sous l'Empire chrétien, Privat
- 1987, 1994, 2002: Histoire de la Rome Antique, Tallandier
- 1989: Du banal au merveilleux. Mélanges offerts, Les Cahiers de Fontenay, 55-57
- 1989, 1993: Histoire de la Pensée, Tome 1 "Antiquité et Moyen Âge", Tallandier
- 1991: Les Divins Césars. Étude sur le pouvoir dans la Rome impériale, Tallandier, coll. "Approches"
- 1998-2002: Œuvres de saint Augustin, Gallimard, "Bibliothèque de la Pléiade", 3 vol.
- 2002: Saint Augustin. Le pédagogue de Dieu, Gallimard, coll. "Découvertes Gallimard" (n° 416)
- 2002, 2006: Les Dieux ne sont jamais loin, Desclée de Brouwer
- 2004: Le petit livre des citations latines, Tallandier
- 2006: Augustin et la sagesse, Desclée de Brouwer
- 2007: Au bonheur des sages, Hachette Littératures
- 2007: La Louve et l'Agneau, Desclée de Brouwer
- 2008: Entrevoir et Vouloir : Vladimir Jankélévitch, La Transparence
- 2008: Julien, dit l'Apostat, préface de Paul Veyne, Tallandier
- 2009: La tentation du christianisme avec Luc Ferry, Grasset
- 2010: La… sottise ? (Vingt-huit siècles qu'on en parle), Albin Michel
- 2011: De l'amour, de la mort, de Dieu et autres bagatelles, entretiens avec Christiane Rancé, Albin Michel
- 2011: Les armes et les mots, préface de Jean d'Ormesson, coll."Bouquins", Robert Laffont
- 2012: Connais-toi toi-même… Et fais ce que tu aimes, préface de Stéphane Barsacq, Albin Michel
- 2013: L’Homme qui riait avec les dieux, Albin Michel
- 2014: Les Miscellanées d'un Gallo-Romain, Perrin
- 2014: À l'école des Anciens, Perrin
- 2014: Mes cours d'antan, Belles Lettres
- 2016 : Entrevoir et vouloir : Vladimir Jankélévitch, Les Belles Lettres coll. « Encre marine »
- 2017 : L'au-delà de tout, Collection Bouquins Préface Cardinal Paul Poupard - Robert Laffont
- 2017 : L'astre mort, Préface Ariane Jerphagnon Robert Laffont
- 2019 : L'absolue simplicité, Collection Bouquins Préface Michel Onfray - Prologue Ariane Jerphagnon - Robert Laffont